# Загалом безпечна
«Загалом безпечна» (англ. Mostly Harmless, 1984) — гумористичний науково-фантастичний роман британського письменника Дугласа Адамса. П'ята, завершальна частина пенталогії «Путівник Галактикою».
Назва роману є відсиланням до жарту з першої книги циклу, в якій Артур Дент намагався знайти в «Путівнику …» статтю, присвячену Землі, і виявив, що вона складається з одного-єдиного слова: «безпечна». Друг Артура, Форд Префект, один з авторів «Путівника …» повідомив, що відправив свій варіант статті, але редактор його скоротив, і в наступному виданні «Путівника …» буде значитися «майже безпечна».

## Дійові особи
- Артур Дент
- Форд Префект
- ТРІСС МакМілліан
- Трілліан
- старий Трашбарг
- Рендом
- грібулонці — екіпаж корабля, загубленого в космосі
- вогони

## Сюжет
Мультиверсійність всесвіту є ключовою ниткою, яка проходить через всю книгу. У Всесвіті п'ятої книги серії «Путівник Галактикою» знову з'являється Земля — тепер в іншому всесвіті, в якому її не знищили вогони.
Місцем дії є новий світ — планета Люмеелле, на якій зазнав аварії космоліт Артура Дента.
В результаті низки випадкових подій у Артура Дента і Трілліан з'являється дочка Рендом. Так само в творі розповідається про долю Трілліан в паралельному всесвіті, де вона не полетіла з Зафодом Біблброксом на космічному кораблі, а вогони не знищили Землю (поки що).

## Переклад українською
- Адамс Дуґлас. «Загалом Безпечна». Переклав з англійської Олексій Антомонов. Тернопіль: «НК ― Богдан». 2018. 352 стор. ISBN 978-966-10-5506-2 (серія «Маєстат слова»)

## Сприйняття
Оглядач сайту mrpl.city Іван Синєпалов розташував цей роман разом із його попередником — романом «Бувайте, та дякуємо за рибу» — на 1 місці у переліку найкращих книжок, виданих українською мовою у 2018 році.